# 서해해양조사사무소
서해해양조사사무소(西海海洋調査事務所)는 국립해양조사원의 소속기관이다. 2002년 10월 2일 발족하였으며, 전북특별자치도 군산시 임해로452에 위치하고 있다. 소장은 행정사무관 또는 해양수산사무관으로 보한다.

## 연혁
- 1963년 11월 9일: 수로국 소속으로 인천출장소 설치.
- 1987년 12월 5일: 장항출장소로 개편.
- 1994년 11월 26일: 장항지방수로사무소로 개편.
- 1996년 8월 8일: 국립해양조사원 소속 장항해양조사사무소로 개편.
- 2002년 10월 2일: 서해해양조사사무소로 개편.
- 2022년 11월 7일: 장항에서 군산으로 이전 개소.

## 관할구역
- 해남각[1]에서 225°로 그은 선의 북측 해역

## 조직

### 소장
- 해양과[2]
- 측량과[3]